# 紅土家
紅土家（英語：Hung To Alliance），是由一群居住在紅磡區及土瓜灣的年青人在2017年決定成立社區組織服務地區的香港民主派社區組織。創辦人、社區主任葉健榮原來從事貿易行業，並於紅磡灣區內的大型屋苑擔任業主立案法團主席，過往沒有政黨背景，2014年因為雨傘革命，期望進一步對香港及社區有所貢獻，決定到非政黨組織擔任義工以服務弱勢社群，當時他希望回到自己居住的地區紅磡區服務，故組成了本組織。

## 組織工作

### 跟進社區個案
「紅土家」自2017年成立以來已跟進超過300個社區個案，當中包括跟進社區設施工程進度，跟進社區設施損毀，協助居民申請福利資助及跟進社區個案。

### 區議會議題民間諮詢
「紅土家」主力關注區議會議題。他們會先分析區議會冗長的文件內容，製作圖片，再在社交網站上發文諮詢居民意見，希望令議會資訊更落地。但他們強調在討論地區議題時，只會呈現資訊細節，不會預設立場。

### 研究紅磡土瓜灣歷史
除了關注區議會議題，「紅土家」成員亦不時到圖書館查找參考書，在檔案館翻看舊報、舊相，嘗試整理紅磡及土瓜灣的歷史片段，讓居民更認識當區，探索當區未來發展。自19世紀中後期開始，紅磡已有英泥廠、造船業等重工業，1868年，黃埔船塢公司於紅磡設立船塢。19世紀末，九龍區已是當年香港的重工業中心，紅磡成為九龍第二大的人口聚落，大概住有五、六千人。中華電力更於1921年在船塢旁的鶴園興建發電廠。他們認為紅磡發展反映了香港的歷史變遷，與香港人有關。「紅磡、土瓜灣比起以往會唔會褪色呢？比起以前可能冇咩人理，淨係得一個舊區形象。其實重新包裝過，大家都有興趣、動力了解更多。我自己住係度，都好想知道呢到以前係點。」

### 社區資源共享
紅土家沒有固定會址，街站所需的枱櫈都寄存在家中。更沒有由銀金實彈堆砌的「蛇齋餅糭」，全靠有心人或企業捐助物資，再轉贈街坊。他們也沒有資源舉辦太多活動，所以選擇開街站，為街坊免費量血壓，外傭亦能受惠。「用愛去突破資源框架。」

## 選舉
紅土家早前於2018年立法會九龍西兩次補選中分別支持民主派共同推薦候選人姚松炎及劉小麗，並為「九龍西後援會」成員組織之一。

## 選舉經歷

### 2019年香港區議會選舉

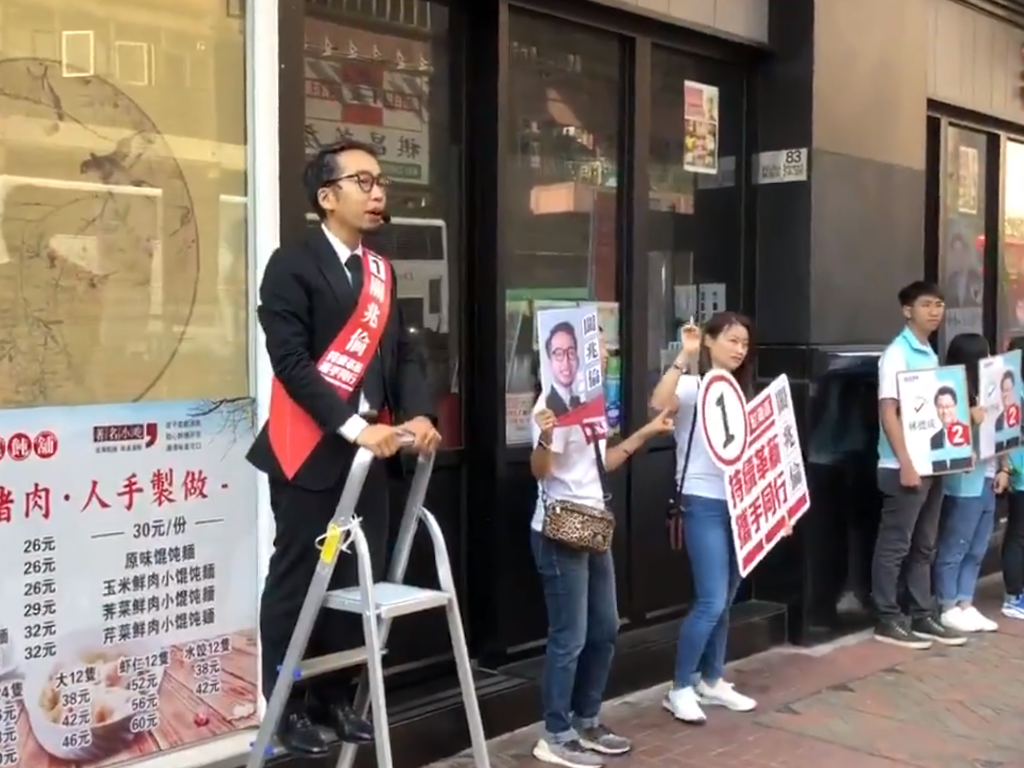
建築師關兆倫在紅磡參選，對手為民建聯林德成

紅土家原計劃提名社區主任關兆倫及葉健榮參選紅磡灣及紅磡選區，並與黃埔西區議員鄺葆賢及黃埔東社區主任關家倫組成「紅磡黃埔專業團隊」。
其中在紅磡灣選區，紅土家及民主黨均有人計劃參選。2019年9月29日，民主動力舉行初選，民主黨任國棟以491票擊敗獲247票的紅土家葉健榮，在初選結束後，任國棟表示感謝紅土家願意以初選方式處理「撞區」問題，認為「初選」是一種展示民主派團結的方式。
最終鄺葆賢成功連任及關家倫當選九龍城區議員，但紅土家社區主任關兆倫以1,524票少於林的1,779票而落敗。

#### 參加區域
| 區議會 | 地區   | 代號 | 選區 | 侯選人 | 編號 | 職業       | 備註 |
| ------ | ------ | ---- | ---- | ------ | ---- | ---------- | ---- |
| 九龍   | 九龍城 | G21  | 紅磡 | 關兆倫 | 1    | 註冊建築師 |      |